# Michael Weston King

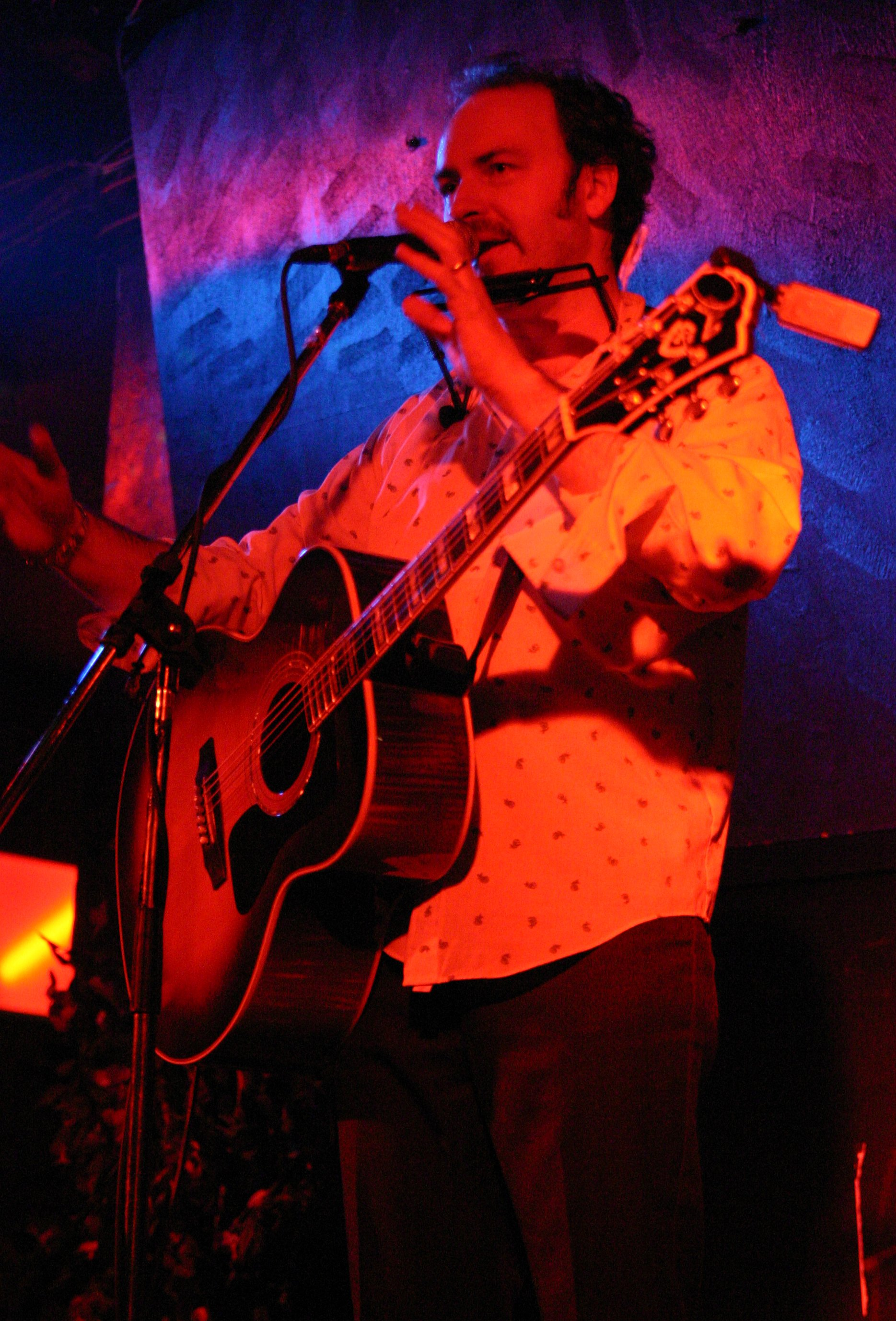
Michael Weston King live 2006

Michael Weston King (* 1961 in Derby) ist ein englischer Sänger und Songschreiber. Von 1994 bis 2001 war er Kopf der Alternative-Country-Band The Good Sons und ist heute als Solomusiker aktiv.
King wuchs in Southport bei Liverpool auf. Nach einem kurzen Studienversuch in Manchester kehrt er in seine Heimatstadt zurück und gründet die Band Fragile Friends. Nach einigen Aufnahmen, die wenig erfolgreich waren, löste sich die Band auf. King, der sich für New-Wave-Bands interessiert hatte und später die Musik von Elvis Costello, begann sich immer mehr für US-amerikanische Bands zu begeistern, die Country und Rock verbanden, von R.E.M. bis Dwight Yoakam. Unter diesem Eindruck gründete er die Good Sons – benannt nach einem Album von Nick Cave, mit denen er einen gewissen kommerziellen Erfolg verbuchen konnte. Seit 1999 ist er auch als Solokünstler unterwegs.
King arbeitete unter anderem mit Jackie Leven, Townes Van Zandt und Chris Hillman.

## Diskografie
mit den Fragile Friends
mit den Good Sons
- Singing The Glory Down 1995
- The King’s Highway 1996
- Wines, Lines And Valentines 1997
- Angels In The End 1998
- Happiness 2001

Solo
- God Shaped Hole 1999
- Live...in Dinky Town 2002
- A Decent Man 2003
- Absent Friends 2004
- Cosmic Fireworks 2004
- The Tender Place 2005